# Galhac (municipi del Tarn)
Galhac (occità) o Gaillac (francès) és un municipi francès al departament del Tarn a la regió d'Occitània, situat a 50km de Tolosa i a 20 d'Albi, a la riba del riu Tarn. És cap de cantó i té 11.073 habitants (cens 1999) en un territori de 50,93 km². El codi postal és 81600.

## Economia
És un centre productor de vi des de l'època dels romans i durant l'edat mitjana el vi era transportat des del port fluvial que hi havia en aquesta localitat.

## Demografia
| Evolució de la població Ehess i INSEE |       |       |       |       |       |       |       |       |
| 1793                                  | 1800  | 1806  | 1821  | 1831  | 1836  | 1841  | 1846  | 1851  |
| 5 954                                 | 6 465 | 6 636 | 7 310 | 7 725 | 8 199 | 8 131 | 8 190 | 8 245 |

| 1856  | 1861  | 1866  | 1872  | 1876  | 1881  | 1886  | 1891  | 1896  |
| ----- | ----- | ----- | ----- | ----- | ----- | ----- | ----- | ----- |
| 7 855 | 7 834 | 7 870 | 7 843 | 8 124 | 8 308 | 8 334 | 7 709 | 7 527 |

| 1901  | 1906  | 1911  | 1921  | 1926  | 1931  | 1936  | 1946  | 1954  |
| ----- | ----- | ----- | ----- | ----- | ----- | ----- | ----- | ----- |
| 7 672 | 7 535 | 7 269 | 6 987 | 7 054 | 7 440 | 7 779 | 8 494 | 8 356 |

| 1962  | 1968   | 1975   | 1982   | 1990   | 1999   | 2006 | 2011 | 2016 |
| ----- | ------ | ------ | ------ | ------ | ------ | ---- | ---- | ---- |
| 8 767 | 10 315 | 10 573 | 10 389 | 10 378 | 11 073 | -    | -    | -    |

| 2019 | - | - | - | - | - | - | - | - |
| ---- | - | - | - | - | - | - | - | - |
| -    | - | - | - | - | - | - | - | - |

## Administració
| Període   | Identitat      | Partit        |
| --------- | -------------- | ------------- |
| 1956-1977 | Henry Yrissou  | CNIP          |
| 1977-1983 | André Saux     | Divers droite |
| 1983-1995 | Jacques Dary   | DVD-UDF       |
| 1995-2005 | Charles Pistre | PS            |
| 2005-     | Michèle Rieux  | PS            |

## Agermanaments
- Casp

## Personatges il·lustres
- Antoine Gaubil (1689 - 1759) jesuïta missioner, astrònom i matemàtic